# Casalbore
Casalbore är en ort och kommun i provinsen Avellino i regionen Kampanien i Italien. Kommunen hade 1 772 invånare (2017).